# Климентій Анкирський та Агафангел
Святі Климентій Анкирський та Агафангел († 312) — ранньо-християнські святі, мученики з Малої Азії.
Святий Климентій Анкирський народився 250 року в місті Анкірі у Малій Ази за правління Імператора Діоклетіана. Після смерті батьків ним заопікувалася побожна християнка Софія. У той час у Галатії настав голод і погани, які не мали чим годувати дітей, викидали їх на вулицю. Тих нещасних Климент і Софія забирали додому, годували їх, навчали правді святої віри й готували до святого Хрещення. Климентія так любили в Анкірі, що коли йому виповнилося 20 років, його обрали єпископом.
За наказом імператора Діоклетіана, жорстокого гонителя християн, Климентія ув'язнили і мучили різними способами. Діоклетіан, уражений дивним терпінням святого Климентія, відіслав його в Никомидію до свого співправителя Максиміана. По дорозі, на кораблі, до святого приєднався його учень Агафангел, що бажав постраждати і померти за Христа разом з єпископом Климентом.
Імператор Максиміан віддав святих Климентія і Агафангела правителю Агрипину, який піддав їх таким нелюдським катуванням, що навіть в глядачів-язичників спалахнуло відчуття співчуття до мучеників і вони побили камінням мучителів.
Після смерті Максиміана святий Агафангел був усічений мечем. Коли ж Климентій з Божого Провидіння вийшов на волю і згодом в неділю відправляв Службу Божу, до церкви вбігли вояки і відрубали йому при престолі голову 312 року. У XIII ст. хрестоносці вивезли голову св. Климентія до Франції.
Пам'ять — 5 лютого.